# Gwara myśliwska

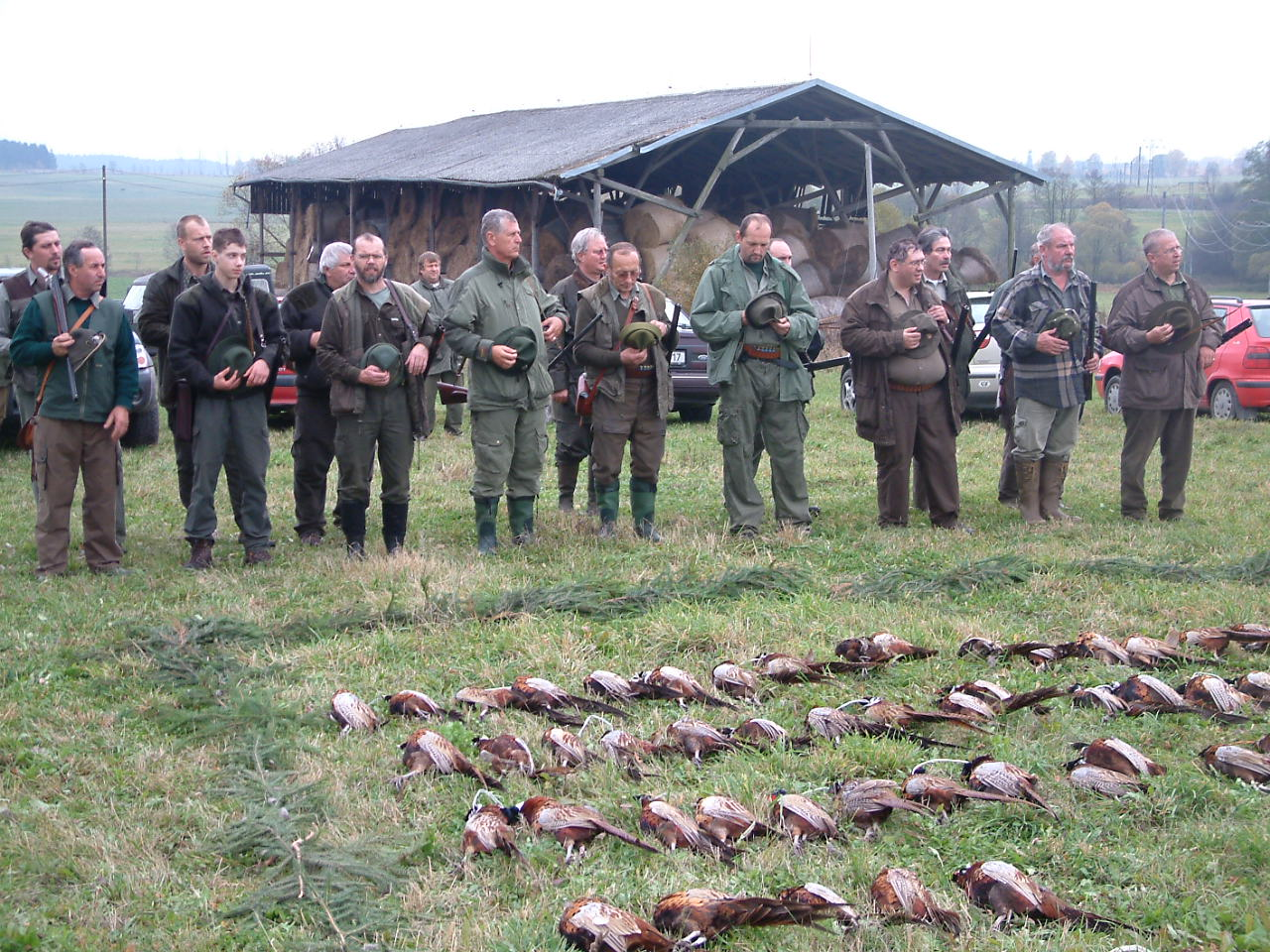
Gwara myśliwska: pokot

Gwara myśliwska, gwara łowiecka, język łowiecki – odmiana języka środowiskowego, którym posługują się myśliwi.

## Opis
Gwara łowiecka jest zbiorem haseł stosowanych przez myśliwych we wszystkich dziedzinach łowiectwa, w szczególności pojęć odnoszących się do wyglądu, zachowania zwierząt łownych, elementów tradycji, zwyczajów, sokolnictwa, kynologii, elementów gospodarki łowieckiej, wykonywania polowań, ubioru myśliwego, broni myśliwskej oraz akcesoriów myśliwskich.
Używanie gwary łowieckiej wymagane jest od wszystkich myśliwych i należy do podstawowych wymagań stawianych adeptom sztuki łowieckiej. Zauważa się jednak, że mimo podejmowania przez myśliwych działań mających na celu zachowanie i kultywowanie tradycji, część pojęć zostaje zapomniana, a wiele określeń używanych przez współczesnych łowców jest niezrozumiałe dla osób postronnych.
Słownictwo łowieckie rozwijało się równolegle do rozwoju łowiectwa w Polsce, a jego rodowód wywodzi się ze staropolszczyzny i początków polskiego języka literackiego. Jego największy rozkwit przypada na XV–XVII wiek, kiedy za sprawą władców i czerpiącej od nich wzorce szlachty, stosowanie słownictwa myśliwskiego weszło do trwałych kanonów zachowań myśliwskich. Język łowiecki zawiera liczne terminy i określenia regionalne i gwarowe, a także zaczerpnięte z mowy potocznej oraz języków obcych.

## Słownik polskiej gwary łowieckiej

### Indeks
A – B – C – Ć – D – E – F – G – H – I – J – K – L – Ł – M – N – O – Ó – P – R – S – Ś – T – U – W – Z – Ż

### A
- ambona – stanowisko strzeleckie nad ziemią, zbudowane na słupach, czasem na drzewie
- anons – oszczek – głos psa oznajmiający znalezienie zwierzyny
- antabka – bączek – uchwyt na pasek do broni
- awantaż – kątowe odchylenie kolby względem poziomej osi lufy

### B
- babrzysko – miejsce kąpieli dzików i jeleni
- badylarz – samiec łosia, o porożu w formie odnóg, a nie łopat (zobacz: łopatacz)
- badyle – kończyny jelenia, łosia
- bałuchy – oczy zająca (trzeszcze)
- barłóg – legowisko dzików, niedźwiedzi
- basior – dorosły samiec wilka
- basista – jeleń byk wyróżniający się grubym głosem na rykowisku
- biegi – nogi dzika
- bekowisko – okres, miejsce godów u danieli
- biała stopa – teren polowania całkowicie pokryty śniegiem
- bielenie – zdejmowanie skóry z upolowanego zwierzęcia
- blaski – oczy zająca (trzeszcze)
- bobki – odchody zająca
- bokobrody – kępki dłuższych włosów czuciowych, wyrastające na policzkach rysia, żbika
- breneka – potocznie o naboju i pocisku kulowym do broni śrutowej
- brok – nazwa określająca drobny śrut
- bródka – krótkie piórka u nasady ogona słonki, element ozdobny kapelusza myśliwskiego
- bukowisko – okres godowy u łosi
- bulgot – głos wydawany przez koguta cietrzewia podczas toków
- burknięcie – odgłos podrywającego się z ziemi do lotu jarząbka
- byk – nazwa samca jelenia, daniela, łosia lub żubra

### C
- cewki – kończyny sarny
- chłyst – młody samiec jelenia, odganiany przez byka od chmary łań
- chmara – stado jeleni, danieli, łosi i żubrów
- chrapanie – głos słonki
- chyb – długa i gęsta szczecina na karku u dzika
- chwost – ogon muflona lub pęk długich włosów na końcu ogona dzika
- comber – część tuszy zająca i niektórych innych zwierząt łownych
- czarna stopa – teren bez pokrywy śniegu
- cieki – nogi kuraków, np. u kuropatwy
- chwal ćwik – pozdrowienie sokolnicze

### Ć
- ćwik – dobrze ułożony ptak łowczy

### D
- darniak – rogacz o wybitnie słabych parostkach i małej tuszy
- darzbór – pozdrowienie łowieckie, życzenie powodzenia na polowaniu
- dodniówka – poranne polowanie
- drgubica – sieć trójwarstwowa, posiadająca większe oka w częściach bocznych, używana dawniej do łowienia ryb, czasem ptactwa wodnego
- dryling – trójlufowa broń myśliwska o różnym układzie luf
- dwudziestka – myśliwska broń śrutowa kaliber 20
- dwunastka – myśliwska broń śrutowa kaliber 12
- dwururka – śrutowa broń myśliwska o dwóch lufach ułożonych poziomo obok siebie; inaczej dubeltówka
- dzikarz – pies używany do polowań na dziki
- dziwok – ptak łowczy na swobodzie

### E
- ekspres – łamana, kulowa, dwulufowa broń myśliwska

### F
- farba – krew zwierzyny
- fajki – kły wyrastające ze szczęki dzika
- fiołek – gruczoł zapachowy u lisa, znajdujący się przy nasadzie ogona
- firling – broń myśliwska czterolufowa (2 lufy gładkie i 2 gwintowane), czwórlufka
- fladry – sznury z zamocowanymi kawałkami czerwonego płótna używane do polowań na wilki
- fartuszek – owłosienie wokół narządów płciowych kozy (samicy sarny)

### G
- gach – dorosły samiec zająca
- gamrat – odyniec w okresie huczki
- gawra – zimowe legowisko niedźwiedzia
- ględzenie – głos wydawany przez łanię
- grandle – szczątkowe kły w szczęce u jeleniowatych
- grzęzy – wymiona samic łosia i jelenia
- grzybek – kula z broni gwintowanej po rozgrzybkowaniu
- guzik – zwykle pierwsze poroże kozła
- guzikarz – młody kozioł o porożu w kształcie niskich stożków, guzików
- gomóła – samiec okresowo nie posiadający poroża[3]
- gwizd – ryj dzika

### H
- haki – poroże kozicy
- huczka – okres godowy u dzików

### J
- jasła – drabina na którą kładzie się karmę dla zwierzyny płowej
- jazgot – ujadanie wilków lub psów
- jaźwiec – borsuk
- jednorurka – śrutowa broń myśliwska o jednej lufie
- jucha – krew niedźwiedzia

### K
- kaban – duży dzik
- kabanki – dziki
- kantak – pazur na tylnym palcu ptaka drapieżnego
- karmisko – miejsce stałego dokarmiania zwierzyny
- kęsy – zęby u drapieżników
- kicaj – zając, czasami królik
- kiść – zakończenie ogona żubra
- kita – ogon lisa
- klapak – nielotna młoda lub nielotna dojrzała kaczka w okresie zmiany upierzenia
- klapanie – pierwsza z czterech części pieśni tokowej głuszca
- klępa – samica łosia, łosza
- kniazienie – odgłos wydawany przez przerażonego zająca
- kniejówka – broń myśliwska o dwóch lufach – kulowej i śrutowej
- knoty – odchody głuszca
- kobylarz – bardzo duży wilk
- kocica – samica zająca
- kocięta – młode zająca
- kogut – samiec bażanta, głuszca albo cietrzewia
- kogucica – stara samica głuszca
- komora – klatka piersiowa u zwierzyny
- kopno – legowisko zająca w śniegu
- kopyra – zając
- korkowanie – trzecia z czterech części pieśni tokowej głuszca
- korona – zwieńczenie poroża jelenia w formie minimum trzech odnóg
- kot – samiec zająca
- kotlina – zagłębienie wygrzebane w ziemi, legowisko zająca
- koza – samica sarny
- kozioł – samiec sarny
- kraczajka – przenośna podpórka do broni (inna nazwa: pastorał)
- krechtun – młody kogut głuszca
- krykucha – dzika kaczka wyhodowana w niewoli, wykorzystywana do wabienia kaczorów na wiosennych polowaniach w okresie godów
- kucharka – pierwsza kaczka przybywająca na zloty
- kulka – haczyk służący do patroszenia ptactwa
- kulkowanie – patroszenie tuszki ptaka za pomocą kulki
- kwadruplet – oddane cztery celne następujące po sobie strzały
- kwiat – ogon zwierzyny płowej i borsuka
- kwiatek – biała sierść na końcu ogona lisa

### L
- lampy – oczy wilka
- latarnia – głowa wilka
- legawiec – wyżeł
- licówka – łania przewodniczka
- linia – szereg myśliwych na polowaniu zbiorowym
- linijka – pojazd konny, służący do podwożenia myśliwych w trakcie polowania
- lira – ogon cietrzewia
- liszka – samica lisa
- liściarka – zebrane i zasuszone pędy drzew i krzewów, wykładane w zimie jako karma
- lizawka – urządzenie łowieckie instalowane w terenie, służące do wykładania soli dla zwierzyny
- locha – samica dzika
- loftki – gruby śrut o średnicy powyżej 4,5 mm używany do polowania na wilki
- loty – skrzydła ptaków
- lustro, lusterko – jasna sierść na pośladkach u zwierzyny płowej, u nasady ogona, talerz

### Ł
- łałok – luźna, obwisła skóra podgardla żubra.
- łania – samica jelenia i daniela
- łańka – młoda łania, nie prowadząca cielaka
- łopaty – forma poroża łosia i daniela w postaci szerokich, spłaszczonych powierzchni zwieńczonych licznymi sękami
- łopatacz – samiec łosia, o porożu w formie łopat (zobacz: badylarz)
- łosza – samica łosia, klępa
- łoszak – młody łoś
- łowiec – stara nazwa myśliwego
- łyżka – ucho zwierzyny płowej

### M
- maiż – młody orzeł, jastrząb lub sokół którego zaczęto wprawiać do polowania
- marczak – młody zając urodzony w marcu
- medalion – trofeum w formie spreparowanej głowy z szyją zwierzęcia
- michałek – młody zając urodzony jesienią (nazimek)
- mięsiarz – nieetyczny myśliwy, kierujący się głównie chęcią pozyskania tuszy
- mikot – wabik używany do wabienia kozłów
- miot – kolejne z pędzeń na polowaniu zbiorowym
- mnich – samiec zwierzyny płowej nie wykształcający poroża
- murzyn – młody samiec cietrzewia przechodzący na dorosłe upierzenie
- mykita – lis
- myłkus – samiec zwierzyny płowej o zniekształconym, zdeformowanym porożu

### N
- nadoczniak – druga od czaszki odnoga w porożu jelenia
- naganka – naganiacze uczestniczący w polowaniu, płoszący zwierzynę w kierunku myśliwych
- narogi – jadalne narządy wewnętrzne u zwierzyny grubej
- na kulawy sztych – na ukos z przodu
- na sztych – na wprost z przodu, przodem
- nazimek – młody zając urodzony jesienią (michałek)
- nęcisko – miejsce wyłożenia przynęty dla zwierzyny łownej
- niedolisek – młody lis

- norowiec – pies do polowania w norach lisich lub borsuczych

### O
- oczniak – pierwsza od czaszki odnoga w porożu jelenia, daniela
- odyniec – samiec dzika powyżej czwartego roku życia
- omyk – ogon zająca
- opierak – trzecia od czaszki odnoga w porożu jelenia
- organista – byk, pierwszy rozpoczynający rykowisko
- oręż – fajki i szable loch / grubych / oraz wycinków i odyńców
- ostatni kęs – zielona część rośliny, którą wkłada się upolowanej zwierzynie roślinożernej do pyska

### Ó
- ósmak – samiec z rodziny jeleniowatych o porożu z czterema odnogami na jednej z tyk.

### P
- paśnik – drewniana konstrukcja służąca do dokarmiania zwierzyny grubej, szczególnie w okresie zimowym.
- parkoty – okres godowy u zajęcy
- parostki – poroże rogacza
- patry – oczy zająca
- perły – charakterystyczne wyrostki kostne na porożu u jeleniowatych
- perukarz – kozioł o zdeformowanym porożu w formie narośli pokrytej scypułem
- pędzel – kiść dłuższych włosów u nasady prącia jelenia, muflona, dzika
- piastun – młody niedźwiedź, pozostający z matką do następnego roku
- pielesz – gniazdo ptaka drapieżnego
- pies – samiec lisa, borsuka, jenota
- płowa zwierzyna – sarny, daniele, jelenie i łosie
- podryw – sposób polowania, polegający na strzelaniu do ptactwa wypłaszanego przez samego strzelca
- pokot – ogół upolowanej zwierzyny, ułożony na zakończenie polowania z zachowaniem myśliwskiej hierarchii gatunków
- polano – ogon wilka
- pole – określenie wieku psa myśliwskiego – rok pracy psa
- ponowa – świeży śnieg
- posoka – farba, krew zwierzyny grubej
- posyp – paśnik dla kuropatw i bażantów formie daszku
- przelatek – dzik w drugim roku życia
- przezimek – lis w drugim roku życia
- pudlarz – myśliwy, który podczas polowania grupowego oddał najwięcej chybionych strzałów

### R
- rabiec – młody ptak łowczy, jeszcze pstrokaty; lub (z ros.), młody sokół lub jastrząb, nazwa od rabego koloru upierzenia
- rapcie – racice dzika
- rogacz – samiec sarny
- rosochy – poroże łosia w formie łopat
- rozłoga – rozstaw poroża zwierzyny płowej
- róże – pierścienie kostne u nasady poroża zwierzyny płowej
- rudel – stadko, stado saren
- rykowisko – okres, miejsce godów jeleni

### S
- sadyba – koliba, kwatera myśliwska
- samura – stara samica dzika żyjąca samotnie
- sarniak, sarniuk – samiec sarny
- scypuł – owłosiony, ukrwiony naskórek pokrywający formujące się poroże
- selekt – zwierzę kwalifikujące do odstrzału selekcyjnego, np. z powodu słabych cech dziedzicznych
- sęki – rogowe palczaste odrosty na łopatach daniela
- siadło – drzewo, na którym zasiadł na noc głuszec
- siuta – samica sarny
- skoki – nogi zająca
- słuchy – uszy zająca
- snopówka – karma dla zwierzyny w postaci niemłóconych snopków owsa lub zboża
- stawka – noga lisa i borsuka
- strugi – zęby zająca
- strzelba – śrutowa broń myśliwska
- strzyże – włosy u nasady nosa zająca
- suknia – sierść zwierzyny płowej i dzika
- szable – kły dzika wyrastające z żuchwy
- szarak – zając
- szczwacz – osoba układająca charty i ogary
- szczwać – polować z chartami
- szesnastka – myśliwska broń śrutowa kaliber 16
- szlifowanie – czwarta ostatnia część pieśni godowej głuszca
- szóstak – samiec z rodziny jeleniowatych o porożu z trzema odnogami na co najmniej jednej z tyk
- szpicak – samiec z rodziny jeleniowatych w pierwszym porożu bez odnóg
- szydlarz – samiec z rodziny jeleniowatych w drugim porożu bez odnóg
- sztucer – myśliwska broń kulowa z gwintowaną lufą

### Ś
- ścinka – fragmenty sierści, odcięte od tuszy przez pocisk.
- ślepia – oczy drapieżników
- ślimy – rogi muflona
- świece – oczy żubra, zwierzyny płowej, kozicy, muflona i dzika

### T
- tabakiera – zakończenie gwizdu, nos u dzika
- troki – rodzaj wielorzemykowych pęt, zazwyczaj skórzanych lub sznurkowych, służących do noszenia upolowanego ptactwa.
- trzeszcze – oczy zająca
- turzyca – sierść zająca i królika
- tusza – ciało upolowanej zwierzyny grubej
- tuszka – ciało upolowanej zwierzyny drobnej
- tyka lub tyczka – jedna z dwóch głównych część poroża (wieńca) jelenia, z której wyrastają odnogi

### U
- ubić – trafić, upolować
- unosić – przyzwyczaić ptaka łowczego do przebywania na ręce sokolnika

### V
- varmint – rodzaj sztucera z nieco cięższą, masywniejszą lufą, bez muszki i szczerbinki.

### W
- wachlarz – ogon koguta głuszca
- wadera – samica wilka
- wiatr – węch u psa myśliwskiego
  - dolny wiatr – charakterystyczny sposób pracy psa myśliwskiego, z głową przy ziemi
  - górny wiatr – sposób pracy psa myśliwskiego, z głową uniesioną
- warchlak – młody dziczek w pierwszym roku życia
- wataha – stado dzików lub wilków
- wieniec – poroże jelenia
- wietrznik – nos psa i zwierząt drapieżnych
- widłak – samiec z rodziny jeleniowatych o porożu z dwiema odnogami na jednej lub obu tykach
- wnyk – pętla do łapania zwierzyny, zastawiana przez kłusownika
- wycinek – dzik samiec w trzecim – czwartym roku życia
- wykot – narodziny młodych u królika, zająca, sarny, kozicy i muflona
- wyprzedzenie – zakład jaki daje się celując i strzelając do poruszającego się zwierzęcia

### Z
- zabawca – pies gończy, który nie mogąc odnaleźć tropu, głosi w jednym miejscu
- zbuchtowana ziemia – kawałek ziemi, z którego została zdarta darń przez dziki
- zielonka – młoda kuropatwa w pierwszym upierzeniu[4]
- zestrzał – miejsce, w którym stało zwierzę w chwili przyjęcia kuli.
- zierniki – oczy ptaków
- złom – to odłamana (nieodcięta!) gałązka z drzewa lub krzewu charakterystycznego dla łowiska, w którym upolowano zwierza.

### Ż
- żmurek – lis o kasztanowym kolorze futra